# Gymnostachyum glomeratum
Gymnostachyum glomeratum là một loài thực vật có hoa trong họ Ô rô. Loài này được (Blume) Bremek. mô tả khoa học đầu tiên năm 1948.